# Kálnica
Kálnica (allemand : Nadlitz, hongrois : Kalános) est un village de Slovaquie situé dans la région de Trenčín.

## Histoire
La première mention écrite du village date de 1396.

## Démographie

### Évolution de la population
| Année:               | 1994. | 2004.   | 2014.   | 2024.   |
| -------------------- | ----- | ------- | ------- | ------- |
| Nombre de personnes: | 986   | 1047    | 1033    | 995     |
| Différence:          |       | +6,18 % | -1,33 % | -3,67 % |

| Année:               | 2023. | 2024.   |
| -------------------- | ----- | ------- |
| Nombre de personnes: | 1006  | 995     |
| Différence:          |       | -1,09 % |